# Кучета Фу
Кучетата Фу, още китайски лъвове пазители или императорски лъвове пазители, са традиционен китайски архитектурен орнамент, чийто произход се крие дълбоко в много по-стари индийски будистки традиции. Обичайно е представен като каменни статуи на двойка лъвове. Единият лъв е мъжки, положил лапа върху топка, която представлява материалните елементи, а другият лъв е женски, с малко, което представлява елемента на духа – за които се е смятало, че предпазва дома от вредни духовни влияния и зли хора.
Първоначално разпространени в имперски китайски дворци и гробници, лъвовете впоследствие се разпространяват в други части на Азия, включително Япония, Корея, Филипините, Тибет, Тайланд, Мианмар, Виетнам, Шри Ланка, Индия, Непал, Камбоджа, Лаос и Малайзия.

## Етимология
Кучетата Фу се споменават по различни начини в зависимост от езика и контекста.

### Китай
На китайски те традиционно се наричат просто „лъв“ (на китайски: 獅, чете се „ши“), като думата „ши“ се смята, че произлиза от персийската дума šer. Лъвовете за първи път са били представени на двора на Хан от емисари от Централна Азия и Персия и вече са били популярно изобразявани като пазители през VI век. Днес лъвовете пазители по-често се определят чрез препратка към средата или материала, например:
- Каменен лъв (石獅, чете се „шѝши): за каменна скулптура
- Бронзов лъв (銅獅, чете се „то̀нгши): за бронзова скулптура
- Благоприятен лъв (瑞獅, чете се „руѝши“): отнася се до тибетския снежен лъв или до късмет (най-рядко употребявано название)

### Други азиатски култури
- В Камбоджа: известен като Singha или Sing (សឹង្ហ)
- В Япония: Шиши (獅子, лъв) или Комаину (狛犬, лъвски кучета)
- В Корея: Haetae
- В Мианмар и Лаос: Чинте, съименник на войниците Чиндит от Втората световна война
- В Окинава: Шиса
- В Шри Ланка: Сингха (සිංහ මූර්ති)
- В Тайланд: Singha или s̄ingh̄̒ (สิงห์)
- В Тибет: Снежен лъв (Gangs-seng-ge)

- Във Виетнам: Sư to đá

### Западен свят
На английски и няколко западни езика лъвовете пазители често се наричат с множество имена като: „Кучета фу“, „Фу лъвове“, „Лъвове кучета“. Терминът е транслитерация на думите „фо“ (на китайски: 佛, в превод: Буда) и „фу“ (на китайски: 福, в превод: просперитет). Въпреки това, китайските препратки към кучетата Фу рядко са с префикс 佛 или 福 и, което е по-важно, никога не се споменават като „кучета“. Назоваването на лъвовете пазители като кучета в западните култури може да се дължи на японците, които ги наричат „корейски кучета“ (狛犬・高麗犬) поради предаването им от Китай през Корея в Япония. Може също така да се дължи на погрешното идентифициране на фигурите на лъвове-пазители като представители на някои китайски породи кучета като чау-чау (鬆獅犬; sōngshī quǎn; „подпухнало лъвско куче“) или пекинез (獅子狗; Shīzi Gǒu; „лъвско куче“). Друга възможна причина е процеса на стилизиране до по-познати форми, т.к. в Китай не се срещат лъвове в дивата природа.

## Описание
Статуите на лъвовете пазители традиционно стоят пред китайските императорски дворци, императорските гробници, правителствените служби, храмовете и домовете на държавните служители и заможните и се смята, че имат мощни митични защитни ползи. Те се използват и в други художествени контексти, например на чукала на врати и в грънчарството. Двойката статуи на лъвове пазители все още са често срещани и символични елементи на входовете до ресторанти, хотели, супермаркети и други структури, като една седи от всяка страна на входа, в Китай и на други места по света, където китайците са имигрирали и уредени, особено в местните китайски квартали.
Лъвовете обикновено са двойка. Когато се използват като статуи, двойката се състои от мъжки, облегнал лапа на бродирана топка (в императорски контекст, представляващ надмощие над света) и женска, която сдържа игриво кутре, което е на гърба му (акт, символизиращ възпитанието). Обикновено се поставят пред входната врата, като женската трябва да бъде поставена вляво от нея (гледано отвън на сградата е вдясно).